# Station Nurieux
Station Nurieux is een spoorwegstation in de Franse gemeente Nurieux-Volognat.